# Rocca di Civitella
La rocca di Civitella era una fortificazione risalente al XII secolo a difesa del borgo murato di Civitella di Romagna.

## Storia
La struttura risale alla fine del XII secolo e venne realizzata a difesa del preesistente borgo murato su uno sperone in una posizione dalla quale è possibile controllare il fondovalle. Nel tempo ha subito diversi interventi e, dell'originaria costruzione rimangono solo alcuni tratti di mura, la porta principale sormontata dalla torre con l'orologio, alcuni sotterranei e alcuni bastioni diroccati. Dal 997 al 1275 fu di proprietà, come altre strutture simili dello stesso territorio, dell'abazia di S. Ellero; poi venne occupata per due anni dal conte Guido Selvatico e dai mercenari di Firenze e riconsegnata al domino della chiesa nel 1277 grazie all'intervento di Guido da Montefeltro. Venne assediata dai fiorentini nel 1404 quando, capeggiati da Jacopo Salviati, subì gravi danni; divenne poi dominio dei Malatesta che poi la cedettero alla famiglia De Nobili che ne divenne feudataria intorno alla metà del 1500. Come molte altre strutture simili, con l'introduzione delle armi da polvere da sparo, divenne inutile per la difesa e venne abbandonata. Nel XX secolo divenne sede di uffici pubblici.

## Architettura
Il complesso sorgeva sullo sperone dal quale si poteva dominare l'intera vallata a difesa del borgo murato; rimangono pochi resti: una torre con l'orologio del 1842 ricostruita in stile neogotico con merlature risalenti al XX secolo.